# Le Cheix-sur-Morge
 Le Cheix-sur-Morge  es una población y comuna francesa, situada en la región de Auvernia, departamento de Puy-de-Dôme, en el distrito de Riom y cantón de Riom-Est.

## Historia
La comuna se denominó Le Cheix hasta el 31 de diciembre de 2024.

## Demografía
| 281 | 312 | 393 | 508 | 601 | 602 |
| Para los censos de 1962 a 1999 la población legal corresponde a la población sin duplicidades (Fuente: INSEE [Consultar]) |     |     |     |     |     |